# المنظمة الدولية للتنوع البيولوجي
المنظمة الدوليه للتنوع البيولوجي (بالإنجليزية: Bioversity International)، هي منظمة عالمية تهدف للبحث والتطوير ولها رؤية خاصة وهي أن التنوع البيولوجي الزراعي يغذي الناس ويحافظ على كوكب الأرض.
تقدم المنظمة أدلة علمية وممارسات إدارية وخيارات سياسية لحماية التنوع البيولوجي الزراعي لتحقيق الأمن الغذائي والتغذية العالمي، بالإضافة إلى العمل مع شركاء في البلدان منخفضة الدخل في مختلف المناطق حيث يمكن للتنوع البيولوجي الزراعي أن يسهم في تحسين التغذية والمرونة والإنتاجية وأيضا التكيف مع ظاهرة تغير المناخ.
المنظمة الدولية للتنوع البيولوجي هي عضوًا في CGIAR، وهي شراكة أبحاث عالمية من أجل مستقبل آمن غذائيًا.
تتسم المنظمة بدرجة عالية من اللامركزية، حيث يعمل بها حوالي 300 موظف حول العالم. يقع مقرها في ماكاريز، خارج روما ، إيطاليا ، مع وجود مكاتب إقليمية أخرى تقع في أمريكا الوسطى والجنوبية، وغرب ووسط أفريقيا ، وشرق وجنوب أفريقيا، ووسط وجنوب آسيا، وجنوب شرق آسيا.